# مقاطعة دوندي (نبراسكا)
مقاطعة دوندي (بالإنجليزية: Dundy County)‏ هي إحدى مقاطعات ولاية نبراسكا في الولايات المتحدة الأمريكية.